# 70號州際公路
70號州際公路（英語：Interstate 70，簡稱），是美國主要的東西向州際公路之一。I-70公路西起猶他州科夫堡以南1英里處（與15號州際公路交匯），東至馬里蘭州巴爾的摩695号州际公路東邊的一座停車場，全長2,153.13英里（3,465.13）。在洛磯山脈以東，I-70公路基本上沿襲40号美国国道（US 40）的路線；在洛磯山脈以西，I-70公路的路廊則取自多條不同的既有道路。I-70公路貫穿或鄰近許多大城市，包括丹佛、托皮卡、堪萨斯城、圣路易斯、印第安纳波利斯、哥伦布、匹兹堡和巴尔的摩。
70號州際公路是美國第一個州際公路計畫，始於1956年，密蘇里州和堪薩斯州段均聲稱該段是美國第一段開通的州際公路。根據聯邦公路管理局（FHWA），I-70公路最後完工的路段位於科羅拉多州格林塢峽谷，完成於1992年，是州際公路系統最初計畫中最晚通車的一段。I-70公路在猶他州和科羅拉多州的艾森豪隧道、格林塢峽谷與聖羅菲隆起地路段被譽為工程界奇蹟，其中艾森豪隧道是州際公路系統的最高點，海拔11,158英尺（3,401）。

## 洛磯山脈段

### 猶他州
70號州際公路始於猶他州科夫堡附近，由15號州際公路交流道岔出並一路東行。I-70公路首先穿梭於圖沙山脈和帕萬特山脈之間，行經克裏爾克裏克峽谷，然後下行至塞維爾谷地，服務該公路猶他州段間唯一擁有近萬人口的城鎮里奇菲尔德。離開盐田鎮附近的谷地後，I-70公路越過7,923英尺（2,415）高的薩利納山峰，然後穿越名為聖羅菲隆起地（San Rafael Swell）的大型地質構造。

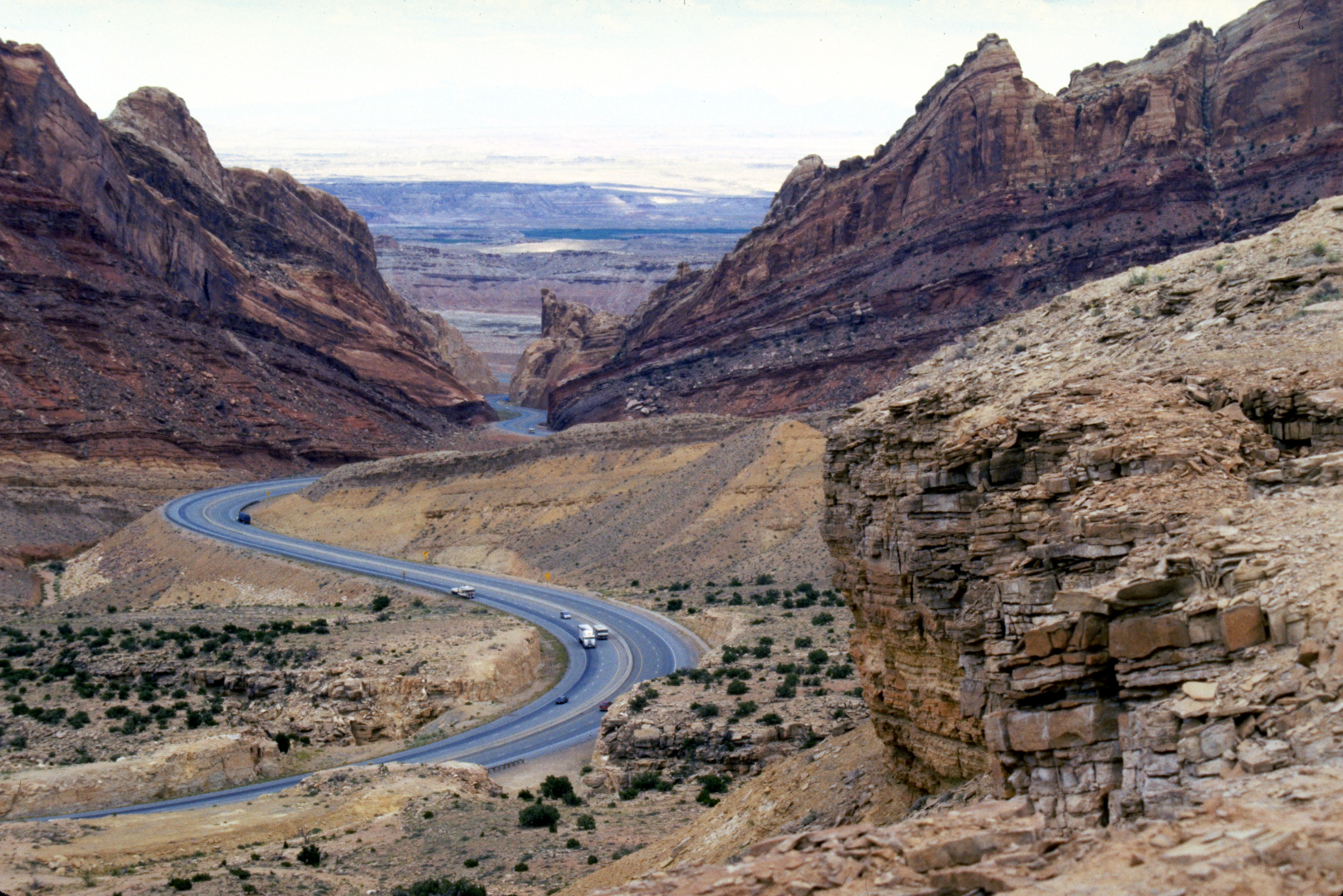
I-70公路穿越位於聖羅菲隆起地東緣的斑狼谷。

在70號州際公路建成前，此地區無法通過鋪面公路抵達，因此相對較不為人所知。這段長達108英里（174）的路段在1970年通車，成為美國州際公路中沒有服務任何定居點的最長區間，也是美國自阿拉斯加公路以來首條建於全新路廊上的公路。該區段也創下州際公路一次性通車中最長的距離紀錄。雖然該I-70公路路段於1970年開放行駛，但它直到1990年第二座橫跨鷹谷（Eagle Canyon）的鋼拱橋通車之後才算是正式完工。
自70號州際公路通車以來聖羅菲隆起地即以其荒涼美麗而聞名，並被多次提名為美国国家公园及國家紀念區的候選地。若聖羅菲隆起地成功獲選，將會成為首個因州際公路建設而設立的國家公園。I-70公路在此路段大部分的出口都是休息區、煞車制動檢查區和避险车道，幾乎沒有傳統意義上的高速公路出口。
70號州際公路通車接著在绿河鎮附近離開了聖羅菲隆起地，沿著書崖（Book Cliffs）南緣行進至科羅拉多州界。

### 科羅拉多州
進入科羅拉多州後，70號州際公路進入大河谷與科羅拉多河交匯，隨後蜿蜒穿越洛磯山脈的西坡。I-70公路在此服務大章克申市區，接著開始穿越更加崎嶇的地形。

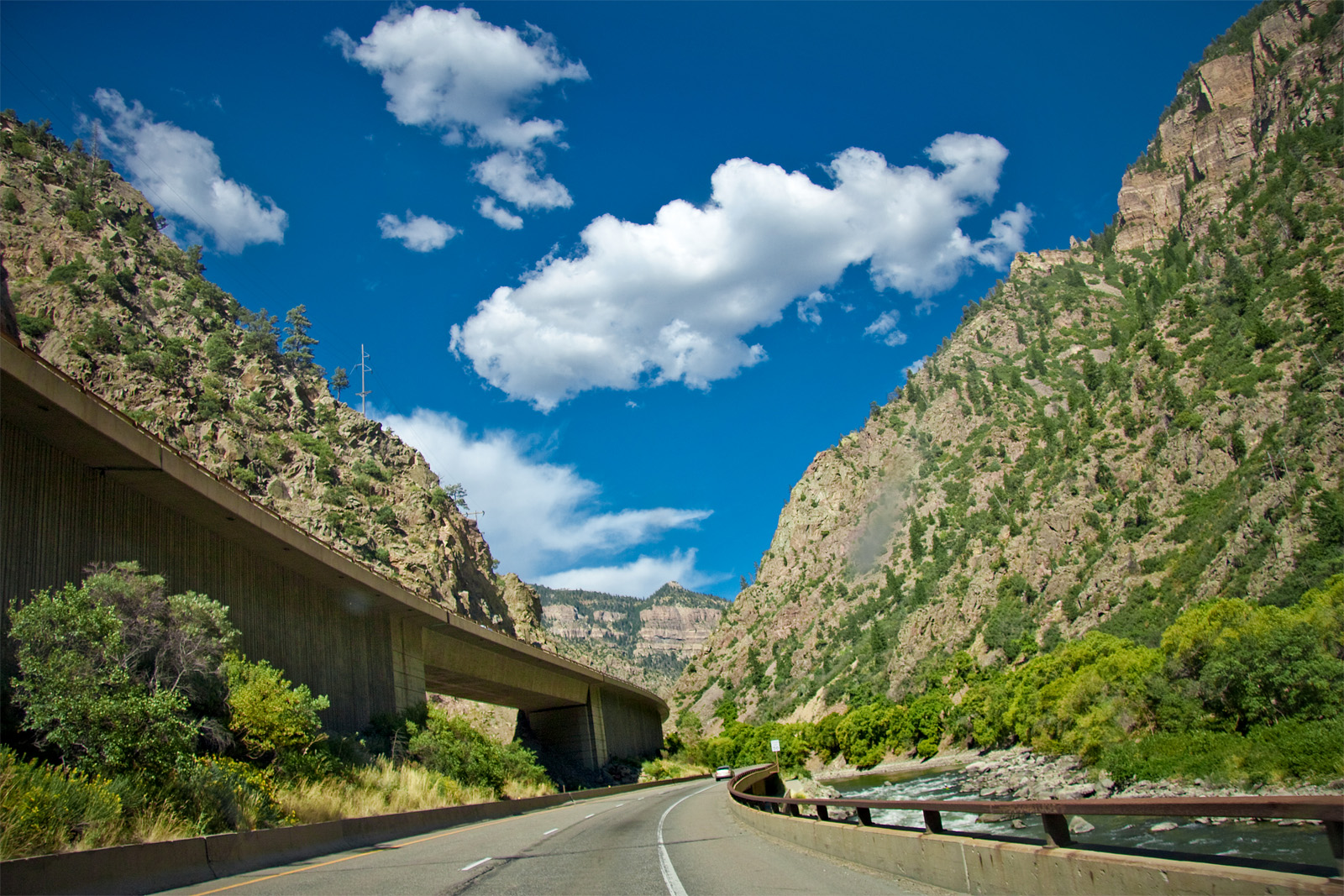
I-70公路格林塢峽谷段

此時70號州際公路進入約15英里（24）的格林塢峽谷段。這段公路於1992年完工，是I-70公路最後完工的路段，被譽為工程奇跡。由於峽谷地形極其惡劣狹窄，這段公路需要比一般州際公路標準更急的彎道；公路建設工作也由於環保問題被延誤多年。在峽谷修路的困難度更因為丹佛和格蘭德河西部鐵路佔據了科羅拉多河南岸的路廊而劇增，數不盡的臨時工程確保I-70公路建設不會阻礙當時該地區唯一東西向道路6号美国国道的通行。此段I-70公路大部分路面皆高於科羅拉多河面，且由於視距有限和急彎道而限速50 mph（80 km/h）。

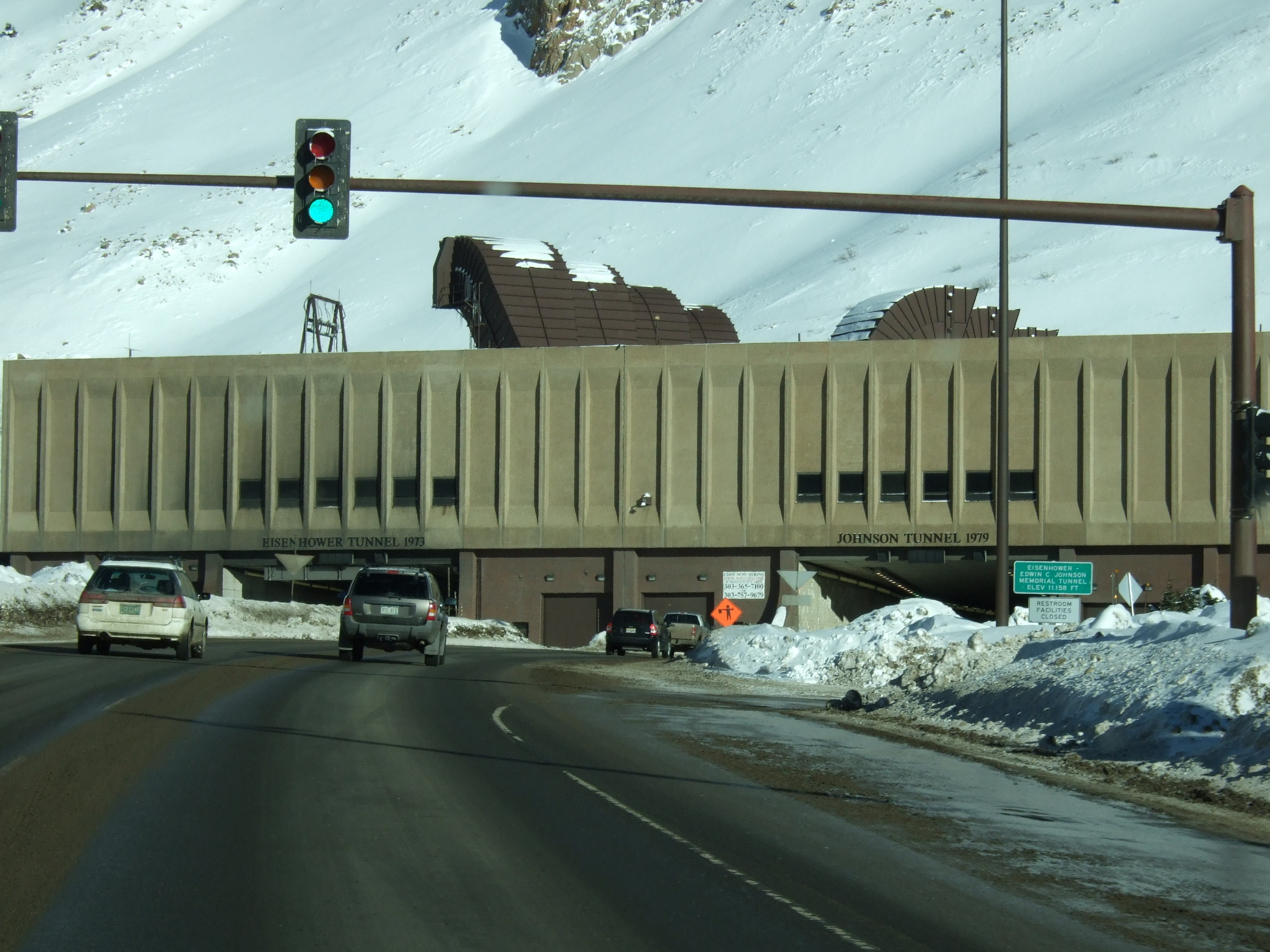
I-70公路於艾森豪-约翰逊纪念隧道的入口。该交通號誌由一个指挥中心控制以用于事故管理。

接著70號州際公路進入艾森豪-约翰逊纪念隧道，穿越美洲大陆分水岭。該遂道是全北美洲海拔最高的车辆隧道，也是州際公路計畫中最长的隧道。

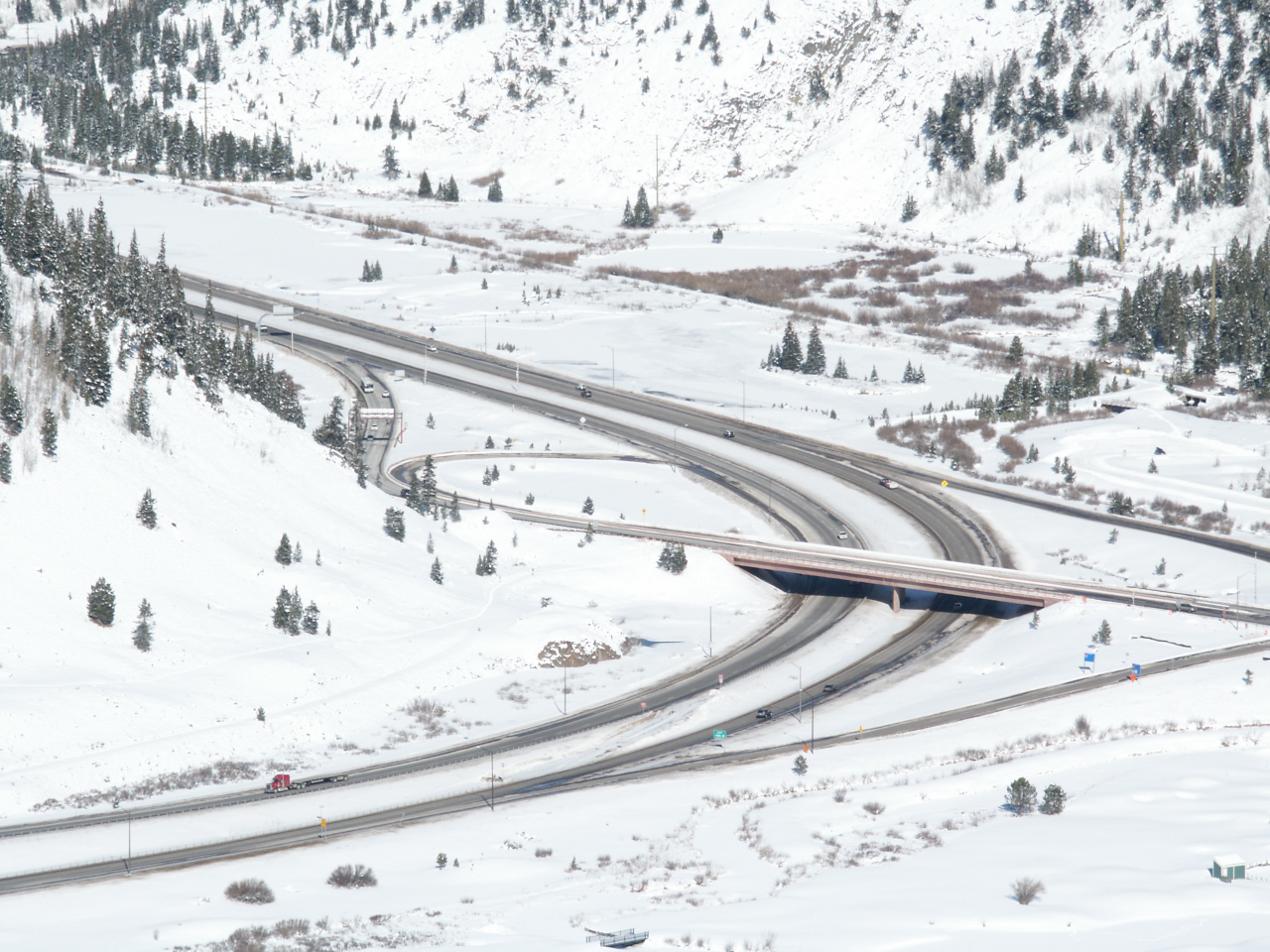
I-70公路於铜山向北弯，距韦尔山口（Vail Pass）约2.5 mi。

由于落基山脉崎岖狭窄的地形，70號州際公路是连接科罗拉多州滑雪胜地和丹佛市的少数公路之一。当天气晴朗时从落基山脉东麓下行方向可以一覽丹佛市的天际线，而駕駛實際上仍需要行驶10英里（16）的陡峭公路才能到达市区，而路上有一系列标志提醒卡车司机注意这段陡坡路段。

## 里程及經過主要城市
註：粗體字為使用在交通標誌上的正式指定定點城市。
| 所經州份     | 里程數   | 里程數   | 途經城鎮 |
| 所經州份     | 英里     | 公里     | 途經城鎮 |
| ------------ | -------- | -------- | --- |
| 猶他州       | 232.15   | 373.83   | 科夫堡、里奇菲爾德、鹽田、綠河                                                                                  |
| 科羅拉多州   | 451.04   | 726.31   | 大章克申、格倫塢泉、韋爾、丹佛、奧羅拉、里蒙                                                                    |
| 堪薩斯州     | 424.15   | 683.01   | 古德蘭、柯比、歐克雷、黑斯、拉塞爾、沙林納、阿比林、章克申城、曼哈頓（經K-18或K-177）、托皮卡、勞倫斯、堪薩斯市 |
| 密蘇里州     | 251.66   | 405.25   | 堪薩斯市、哥倫比亞、文茲維爾、聖路易                                                                            |
| 伊利諾州     | 155.94   | 234.90   | |
| 印第安納州   | 156.6    | 252.17   | 印第安納波利斯                                                                                                  |
| 俄亥俄州     | 225.6    | 363.29   | 代頓、哥倫布 |
| 西維吉尼亞州 | 14.45    | 23.27    | 惠靈 |
| 賓夕法尼亞州 | 167.92   | 270.40   | 華盛頓、匹茲堡（外環）、新史坦頓、布里茲塢                                                                      |
| 馬里蘭州     | 93.62    | 150.76   | 漢考克、黑格斯敦、弗雷德里克、巴爾的摩                                                                          |
| 全長         | 2,153.13 | 3,465.13 | |